# Kokarde
En kokarde er et cirkulært eller ovalt mærke, der som regel bæres på en hat eller kasket. Kokarder har farver med særlig symbolik, typisk nationalfarverne.
Historisk er kokarden et uniformselement fra det syttende og attende århundrede – man viste loyalitet eller tilhørsforhold med en kokarde på hatten, på tøjet eller i håret. Med nationalstaternes frembrud blev det almindeligt at benytte kokarder i flagets farver – en praksis, der ligner nogle nationalitetsmærkerne på militærfly.
| Tøj | Spire Denne artikel om tøj, sko eller lignende er en spire som bør udbygges. Du er velkommen til at hjælpe Wikipedia ved at udvide den. |